# Gustav von Thoemmel
Gustav svobodný pán von Thoemmel (7. března 1829 Trnava – 8. srpna 1902 Peuma) byl rakousko-uherský generál a diplomat. Od mládí sloužil v armádě, později proslul jako odborník na problematiku Balkánu a uplatnil se i jako spisovatel. V diplomacii působil jako rakousko-uherský vyslanec v Cetinji (1879–1883), Teheránu (1887–1889) a Bělehradu (1889–1895). Mezitím postupoval i v armádních hodnostech a nakonec byl povýšen na polního zbrojmistra (1895). V roce 1880 získal titul barona.

## Životopis
Pocházel z důstojnické rodiny a od mládí sloužil v armádě. Bojoval v prusko-rakouské válce a poté byl v hodnosti kapitána přidělen k císařské vojenské kanceláři. V hodnosti majora byl později šéfem štábu 18. pěší divize v Zadaru. Jako nositel Řádu železné koruny III. třídy požádal o povýšení do šlechtického stavu a v roce 1870 získal titul rytíře. Zúčastnil se okupace Bosny a Hercegoviny, v roce 1878 byl povýšen na plukovníka a krátce působil u generálního štábu. Svou znalost problematiky Balkánu zúročil jako vyslanec v Černé Hoře (1879–1883). Mezitím byl v roce 1880 povýšen do stavu svobodných pánů a v roce 1884 získal hodnost generálmajora, v té době ale aktivně v armádě nesloužil. Poté se vrátil do diplomacie, byl vyslancem v Persii (1887–1889) a v roce 1889 byl povýšen na polního podmaršála. Nakonec byl vyslancem v Bělehradu (1889–1895), odkud poté odešel do výslužby. V armádě byl penzionován k datu 1. října 1895, krátce poté ale obdržel ještě čestnou hodnost titulárního polního zbrojmistra. Při příležitosti odchodu do penze byl také jmenován c. k. tajným radou s nárokem na oslovení Excelence. Poté žil v soukromí v Gorizii.
Za zásluhy byl nositelem velkokříže Řádu Františka Josefa, rytířem Řádu sv. Štěpána, nositelem Leopoldova řádu s válečnou dekorací, Řádu železné koruny III. třídy s válečnou dekorací a Vojenské záslužné medaile. Vzhledem ke své diplomatické službě získal několik vyznamenání i od zahraničních panovníků, byl nositelem perského Řádu slunce a lva, černohorského Řádu knížete Danila II. třídy a rytířem ruského Řádu sv. Stanislava.
V roce 1890 se oženil s baronkou Adrienou Teuffenbachovou (1860–1938). Z manželství se narodily dvě děti, dcera Adriena (1893–1957) se provdala za hraběte Rudolfa Montecuccoliho. Rodina sídlila ve Ville Teuffenbach v Piumě poblíž Gorice.

### Dílo
- Geschichtliche, politische und topografisch-statistische Beschreibung des Vilajet Bosnien, das ist das eigentliche Bosnien.; Vídeň, 1867